# 原來如此！高校
《真實？仿冒？綜藝節目 原來如此！HS》（日语：ガチ?ガセ?バラエティー なるほど！ＨＳ），是日本電視台系列的綜藝節目。本節目2011年4月21日開播，2012年3月8日結束。
2011年10月13日之前，曾以《實地考察的綜藝節目 原來如此！高校》（日语：フィールドワークバラエティ なるほど！ハイスクール）的名字播出。

## 概要
本節目主要內容將一般學校沒有教授的知識，通過AKB48的成員身體力行來呈現給觀眾。由倫敦靴子2號田村淳擔任班主任，Peace擔任副班主任，テリー伊藤則是理事長，學生則是AKB48和NMB48的成員，青木沙耶加等人則輪流擔任OG（Old Girl）。
在同一時段中（星期四19:00 - 19:56），上一個屬於女子偶像團體的固定綜藝節目為在2001年4月－2002年3月播放，早安少女組。的《モー。たいへんでした》。
2011年10月20日之後開始播出的《真實？仿冒？綜藝節目 原來如此！HS》，則以「看穿充滿世間的謊言（世の中に溢れているウソを見抜く）」為主題，以各種單元檢證某些東西是真實還是仿冒。同時，節目中新設懲罰環節。
雖然本節目已於2012年3月8日完結，但實際上是以將於同年4月20日開始逢星期五19:00 - 19:56播映的新節目《真的假的》的形式延續。
原來時段播放的新節目將會是《大家的雨感》。

## 演出者
學生
- AKB48
- NMB48（主要是山本彩和渡邊美優紀[註 1]）

每週會從以上組合中在選出數名出演和報告的成員。
- SKE48

節目開始以來沒有成員出席過。不過，在2012年1月19日播出的兩小時特別節目中，松井珠理奈和高柳明音均有出席。
班主任
- 田村淳（倫敦靴子）

副班主任
- Peace（綾部祐二、又吉直樹）

理事長
- テリー伊藤

供給飲食的哥哥
- 川越達也（日语：川越達也）

體育的老師
- 蝶野正洋[註 2]

OG
- あき竹城（OG會長）、青木沙耶加、磯野貴理、岡本夏生、国生さゆり、奈美悦子、はるな愛、冨士眞奈美、北斗晶、堀ちえみ、松本伊代等等

### 過去的演出者
校長
- 瀨戶內寂聽

班主任
- 羽鳥慎一

副担任
- 若林正恭（奧黛麗）

## 雜項
- 第一集的收視率為8.1%。最高收視的集數為2012年1月19日播放的（13.8%）。

- 2011年6月9日播放的節目中，多次現場直播在日本武道館進行，「AKB48第22張單曲選拔總選舉」的開票過程，由テリー伊藤和あき竹城負責。另外，節目中亦以小方框形式，在畫面上隨時播出已公佈的排名。節目完結時，排名公佈至第9位的指原莉乃（由第40位開始公佈）。第9名之上的排名速報則在緊接播放的《GURU GURU 99》繼續播出。

- 2011年8月4日，本節目播出指原莉乃、宮崎美穗和前田亞美採訪帝國飯店廚房，當中3人未紮起長髮就參觀廚房，受到質疑。帝國飯店亦因為容許她們這樣進入廚房，被指為了遷就畫面而忽略衛生，帝國飯店負責人就此道歉。[4]

## 電視聯播網
| 播放區域       | 播放電視台                                     | 所屬聯播網                     | 播放時間（UTC+9）    | 延遲播放日數 |
| -------------- | ---------------------------------------------- | ------------------------------ | -------------------- | ------------ |
| 關東廣域圈     | 日本電視台（NTV） 製作《原來如此！HS》的電視台 | 日本電視台系列                 | 星期四 19:00 - 19:56 | 同步         |
| 北海道         | 札幌電視台（STV）                              | 日本電視台系列                 | 星期四 19:00 - 19:56 | 同步         |
| 青森縣         | 青森放送（RAB）                                | 日本電視台系列                 | 星期四 19:00 - 19:56 | 同步         |
| 岩手縣         | 岩手電視台（TVI）                              | 日本電視台系列                 | 星期四 19:00 - 19:56 | 同步         |
| 宮城縣         | 宮城電視台（MMT）                              | 日本電視台系列                 | 星期四 19:00 - 19:56 | 同步         |
| 秋田縣         | 秋田放送（ABS）                                | 日本電視台系列                 | 星期四 19:00 - 19:56 | 同步         |
| 山形縣         | 山形放送（YBC）                                | 日本電視台系列                 | 星期四 19:00 - 19:56 | 同步         |
| 福島縣         | 福島中央電視台（FCT）                          | 日本電視台系列                 | 星期四 19:00 - 19:56 | 同步         |
| 山梨縣         | 山梨放送（YBS）                                | 日本電視台系列                 | 星期四 19:00 - 19:56 | 同步         |
| 新潟縣         | TV新潟放送網（TeNY）                           | 日本電視台系列                 | 星期四 19:00 - 19:56 | 同步         |
| 長野縣         | 信州電視台（TSB）                              | 日本電視台系列                 | 星期四 19:00 - 19:56 | 同步         |
| 靜岡縣         | 靜岡第一電視台（SDT）                          | 日本電視台系列                 | 星期四 19:00 - 19:56 | 同步         |
| 富山縣         | 北日本放送（KNB）                              | 日本電視台系列                 | 星期四 19:00 - 19:56 | 同步         |
| 石川縣         | 金澤電視台（KTK）                              | 日本電視台系列                 | 星期四 19:00 - 19:56 | 同步         |
| 福井縣         | 福井放送（FBC）                                | 日本電視台系列、朝日電視台系列 | 星期四 19:00 - 19:56 | 同步         |
| 中京廣域圈     | 中京電視台（CTV）                              | 日本電視台系列                 | 星期四 19:00 - 19:56 | 同步         |
| 近畿廣域圈     | 讀賣電視台（ytv）                              | 日本電視台系列                 | 星期四 19:00 - 19:56 | 同步         |
| 鳥取縣和島根縣 | 日本海電視台（NKT）                            | 日本電視台系列                 | 星期四 19:00 - 19:56 | 同步         |
| 廣島縣         | 廣島電視台（HTV）                              | 日本電視台系列                 | 星期四 19:00 - 19:56 | 同步         |
| 山口縣         | 山口放送（KRY）                                | 日本電視台系列                 | 星期四 19:00 - 19:56 | 同步         |
| 德島縣         | 四国放送（JRT）                                | 日本電視台系列                 | 星期四 19:00 - 19:56 | 同步         |
| 香川縣和岡山縣 | 西日本放送（RNC）                              | 日本電視台系列                 | 星期四 19:00 - 19:56 | 同步         |
| 愛媛縣         | 南海放送（RNB）                                | 日本電視台系列                 | 星期四 19:00 - 19:56 | 同步         |
| 高知縣         | 高知放送（RKC）                                | 日本電視台系列                 | 星期四 19:00 - 19:56 | 同步         |
| 福岡縣         | 福岡放送（FBS）                                | 日本電視台系列                 | 星期四 19:00 - 19:56 | 同步         |
| 長崎縣         | 長崎國際電視台（NIB）                          | 日本電視台系列                 | 星期四 19:00 - 19:56 | 同步         |
| 熊本縣         | 熊本縣民電視台（KKT）                          | 日本電視台系列                 | 星期四 19:00 - 19:56 | 同步         |
| 鹿兒島縣       | 鹿兒島讀賣電視台（KYT）                        | 日本電視台系列                 | 星期四 19:00 - 19:56 | 同步         |
| 大分縣         | 大分電視台（TOS）                              | 富士電視台系列、日本電視台系列 | 星期三 19:00 - 19:56 | 延遲12日     |

## 腳註
1. ↑  同為NMB48的山口夕輝曾於2011年10月27日播放的節目中代替山本彩出席。
2. ↑  也會不定期出演AKB的外景。

## 外部連結
- 官方網站 （日語）